# Ejército de Beiyang
El Ejército de Beiyang (en chino tradicional, 北洋軍; pinyin, Běiyáng-jūn; literalmente, ‘Ejército del Océano Septentrional’) fue una poderosa unidad militar china de estilo occidental creada por la dinastía Qing a finales del siglo XIX. Se creó como núcleo de la reorganización de las fuerzas armadas imperiales. Esta formación desempeñó un papel fundamental en la política del país durante unas tres décadas a comienzos del siglo XX, prácticamente hasta la victoria comunista en 1949. Permitió el desarrollo de la Revolución de Xinhai y, al dividirse en distintas camarillas militares (en chino tradicional, 北洋軍閥; pinyin, běiyáng jūnfá), dio lugar a un periodo de división política de la nación en regiones controladas por caciques militares que caracterizó gran parte del periodo.

## Origen y periodo al mando de Li Hongzhang (hasta 1900)

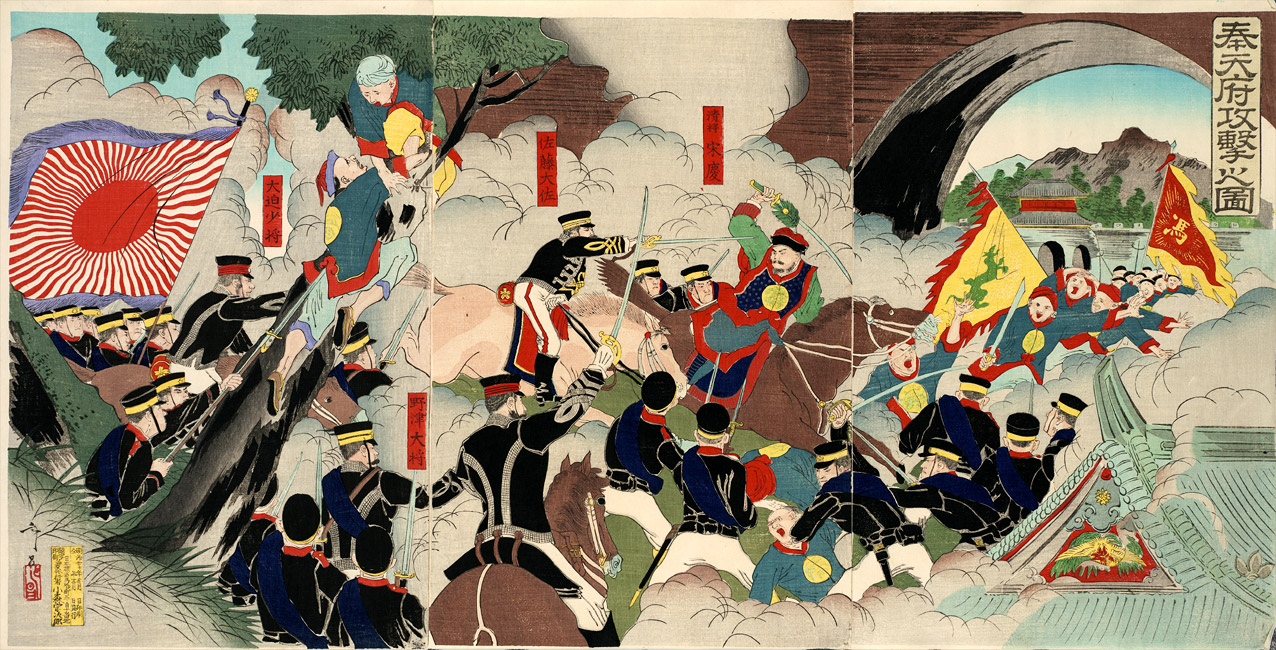
Batalla de Mukden (1894) durante la primera guerra sino-japonesa. El Ejército de Beiyang llevó el peso de los combates, pero no pudo vencer al más moderno ejército japonés.

El Ejército de Beiyang se fundó partiendo del Ejército de Huai (o Ejército de Anhui) de Li Hongzhang, que tuvo su bautizo de fuego en la Rebelión Taiping. A diferencia de las fuerzas tradicionales manchúes del ejército del estandarte verde, el Ejército de Huai era una unidad militar que se basaba en la lealtad personal al comandante, más que en la fidelidad al estado o a la dinastía. Su armamento original era una mezcla de material antiguo y moderno pero, gracias a la apropiación de los aranceles e impuestos de las cinco provincias que controlaba, Li Hongzhang fue modernizando diversas unidades paulatinamente durante los años 1880 y 1890. Comenzó a formar además una armada moderna, conocida como flota de Beiyang. Fue en esta época, a finales del siglo XIX, cuando el ejército comenzó a conocerse con el nombre que le haría más famoso, el de Ejército de Beiyang. El nombre de Beiyang («océano septentrional») se refería a los ingresos que obtenía de las aduanas del norte de China, ya que era la unidad del comisario imperial de comercio para los puertos septentrionales que tenía diversas atribuciones militares; este cargo lo desempeñó primero Li y más tarde, desde 1901, Yuan Shikai. Los ingresos de estos puertos primero se destinaron a crear la flota y más tarde a financiar el propio ejército de tierra. Durante esta época, sin embargo, las finanzas del ejército no eran muy sólidas y por ello el entrenamiento de sus unidades era intermitente.
A pesar de esto a finales de siglo, el Ejército se había convertido en la mejor unidad de las fuerzas armadas chinas. Fue el que llevó el peso del enfrentamiento con Japón en la primera guerra sino-japonesa (1894-1895), sin apenas apoyo de otras provincias del Imperio. Durante la contienda la armada de Beiyang, que contaba con dos navíos de tecnología anterior a los acorazados de la época, se vio superada por la Marina de guerra japonesa, de buques menores pero de mayor velocidad de disparo. En tierra, el Ejército japonés, formado por reclutas al estilo alemán y dirigido por oficiales profesionales formados en academias militares, derrotó fácilmente a sus oponentes chinos.

## Predominio de Yuan Shikai (1901-1908)
Li Hongzhang murió en 1901 y le sucedió Yuan Shikai al frente de la unidad, convertida ya oficialmente en Ejército de Beiyang. Fue nombrado virrey de Zhili y ministro de Beiyang (en chino, 北洋通商大臣). Yuan había recibido en 1895 el mando del Nuevo Ejército (del tamaño de una brigada) en 1895. La corte había aprobado los planes de reforma de Yuan, basados en el modelo militar alemán y le había concedido 5000 soldados para entrenarlos en la población de Hsiaochan, entre Tianjin y Taku. Muchos de los oficiales de este ejército fueron figuras principales del posterior periodo de los caudillos militares, incluyendo a Zhang Xun (que dirigió el intento frustrado de restauración Qing en 1917), Xu Shichang (Presidente de la República de China entre 1918 y 1922), Cao Kun (presidente en 1922–24 y caudillo de la camarilla de Zhili), Duan Qirui (primer ministro en gran parte del periodo 1916–20 y jefe de la camarilla de Anhui) y Feng Guozhang (presidente en 1917–18 y fundador de la camarilla de Zhili).
Yuan Shikai supervisó la reforma por etapas de las instituciones militares Qing desde de 1901. Fundó la Academia Militar de Baoding, que le permitió ampliar el Ejército de Beiyang. Con la creación de la Comisión para la Reorganización del Ejército en diciembre de 1903 el Ejército de Beiyang se convirtió en el modelo al que debían adaptarse las fuerzas militares de otras provincias. En 1905 Yuan había aumentado el Ejército Beiyang hasta las seis divisiones. En octubre de ese año el Ejército llevó a cabo maniobras en Hejian, en Zhili central, utilizando el ferrocarril Pekín-Hankou, casi finalizado. Al año siguiente, junto con el ejército de Zhang Zhidong, se desarrollaron en Hubei. Los observadores internacionales consideraron el Ejército como la fuerza mejor entrenada y equipada de China, aparte de los destacamentos extranjeros. En 1906 contaba con entre 50 000 y 80 000, según diversas estimaciones.

## El Ejército de Beiyang bajo el mando manchú (1909-1910)
La Emperatriz Cixi falleció el 15 de noviembre de 1908 y le sucedió el emperador Puyi, de sólo tres años de edad. El nuevo regente, el segundo príncipe Chun (醇親王), destituyó a Yuan Shikai al año siguiente. Yuan esperó el momento de regresar, manteniendo desde su retiro su red de contactos personales en el Ejército de Beiyang y la lealtad de sus oficiales, escogidos por él con gran cuidado y especial atención a la fidelidad que le profesaban. Al estallar la Revolución de Xinhai en 1911, el mando teórico del Ejército recayó en el ministro manchú Yinchang. En realidad, sin embargo, Yuan Shikai mantenía todavía la capacidad de manipularlo a su antojo debido a la lealtad personal de sus oficiales hacia su él, a pesar de su supuesto relevo.
El Ejército contaba con cuatro divisiones en Zhili, la III división en Manchuria y la V en Shandong. Casi todos los oficiales eran étnicamente chinos y muchos de ellos habían estudiado en Japón. Aunque el armamento no era uniforme, era mejor que el que había dispuesto hasta el momento o que el que tuvo más tarde durante la época de los caudillos militares. La mayor parte de la infantería estaba armada con el rifle japonés de reglamento de 1896 o el Mauser de 7,9 mm.

## La revolución de 1911
Los acontecimientos revolucionarios mostraron que el Ejército de Beiyang, que formaba el núcleo del Nuevo Ejército de 36 divisiones, era la fuerza militar dominante del país.  Aquel que lograba la lealtad de sus distintas formaciones obtenía la clave del poder en la nación a partir de 1911. La insurrección de Wuchang, que comenzó en 10 de octubre de 1911, desencadenó la revolución de ese año que acabó con el derrocamiento de la dinastía Qing. El 12 el Gobierno despachó a Yingchang con dos divisiones del Ejército de Beiyang, transportadas en el ferrocarril Pekín-Hankou, al sur para aplastar la rebelión. Yingchang atacó en efecto a las fuerzas revolucionarias de Huang Xing el 27 de octubre.
Cubierta por la artillería de campaña y los cañones de la flota imperial, la infantería de Beiyang atacó con una avanzadilla de exploradores seguida de una línea cerrada. Esta táctica clásica no tardó en quedar desacreditada en los intensos combates de la Primera Guerra Mundial, pero demostraron su eficacia contra un ejército revolucionario indisciplinado que no contaba con ametralladoras.
El mismo día, Yuan Shikai recibió el mando de las fuerzas en Wuchang, pero lo rechazó y logró así que les fuesen concedidos puestos relevantes a sus seguidores más cercanos, Feng Guozhang y Duan Qirui. La lucha continuó en Hubei durante un mes más mientras Yuan negociaba a la vez con la monarquía y los revolucionarios, utilizando su control del Ejército de Beiyang como herramienta de presión. El resultado final fue su nombramiento provisional como Presidente de la República de China.

## La camarilla de Beiyang en el poder (1911-15)

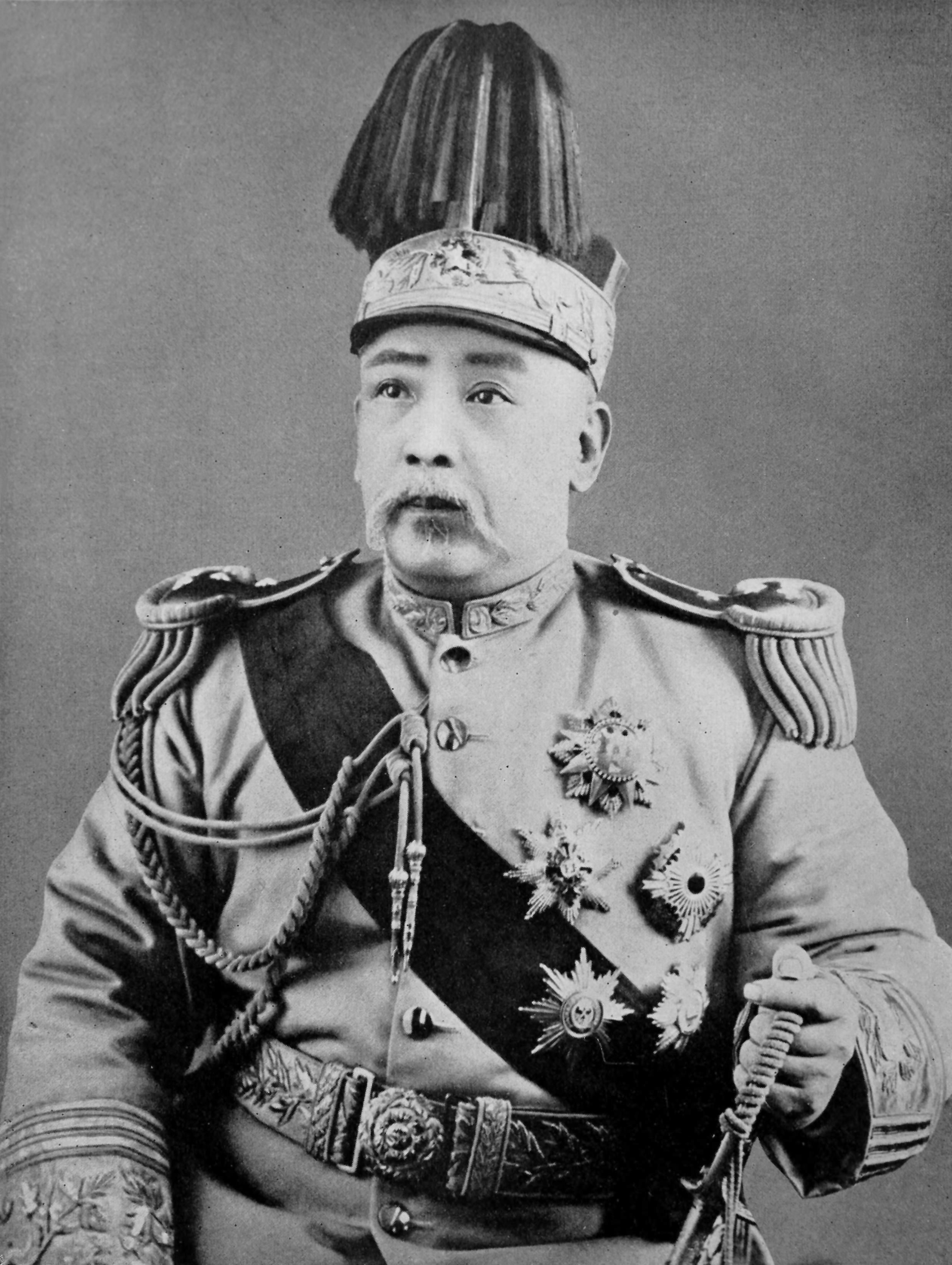
Yuan Shikai como Emperador de China (1915-1916).

Durante el período 1911-15, Yuan Shikai siguió siendo la única figura que podía mantener unidas a las diferentes facciones del Ejército de Beiyang. Él y sus partidarios se resistieron a los intentos del Guomindang (Wade-Giles, Kuomintang o KMT) de incluir elementos ajenos sin relación con Yuan en la cadena de mando. Yuan y sus seguidores negociaron la obtención de un préstamo de 25 millones de libras de un consorcio de cinco bancos para apoyar al Ejército Beiyang a pesar de las duras críticas del KMT. 
En 1913, Yuan Shikai nombró a cuatro de sus lugartenientes como gobernadores militares de las provincias meridionales: Duan Qirui en Anhui, Feng Guozhang en Jiangsu, Li Shun en Jiangxi y Tang Xiangming en Hunan. La camarilla de militar de Beiyang alcanzó así su máxima extensión territorial. Dominaba firmemente el norte de China y las provincias a lo largo del río Yangtsé y garantizaba la unidad del país mediante el poder militar.
A lo largo de 1914, la camarilla apoyó a Yuan en sus enmiendas de la Constitución para concederle el poder de firmar tratados y declarar la guerra, así como para otorgarle considerables poderes en situaciones de emergencia.
En diciembre de 1915, Yuan se proclamó emperador, pero se encontró con el rechazo de casi todos los generales y demás oficiales del Ejército de Beiyang, incluyendo a sus lugartenientes más cercanos, Duan Qirui y Feng Guozhang. Más importante aún, muchas de las provincias periféricas, tales como Yunnan, se le opusieron abiertamente. Yuan Shikai se vio obligado a abandonar sus designios imperiales. Duan y Feng se negaron a apoyar su continuación al frente del país y al final el único general de importancia de Beiyang en mantenerse fiel fue Zhang Xun. Yuan murió poco después en junio de 1916.
Tras la muerte de Yuan Shikai se produjo la división del Ejército de Beiyang en diferentes camarillas dirigidas por los principales protegidos de Yuan: la camarilla de Anhui de Duan Qirui y la de camarilla de Zhili creada por Feng Guozhang. A este le sucedieron Cao Kun y Wu Peifu. Separadas por sus ambiciones irreconciliables por controlar el gobierno, el poder del Ejército de Beiyang menguó teniendo sus camarillas que enfrentarse a rivales de las provincias, como Yan Xishan en Shaanxi o  Zhang Zuolin en Manchuria, al frente de la camarilla de Fengtian. Mientras el norte del país siguió estando bajo el control de los sucesores de la camarilla de Beiyang, el sur quedó en manos de caciques militares ajenos a la antigua camarilla de Yuan Shikai.

## La fragmentación del Ejército de Beiyang (1916-18)
La presión de los comandantes Beiyang impidió que cualquier figura política de la izquierda pudiese tomar el poder en el gobierno de la república. Durante casi una década tras la muerte de Yuan, el programa de los principales caudillos militares de Beiyang para lograr la reunificación de China fue conseguir primero la reunificación del Ejército de Beiyang y más tarde la derrota de los ejércitos provinciales menores.

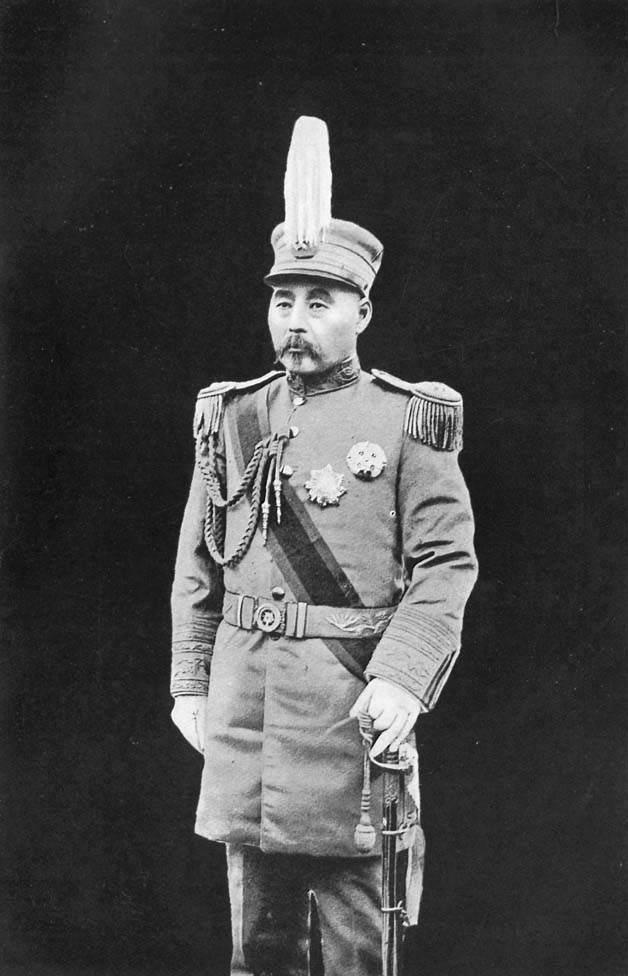
Feng Guozhang, uno de los principales lugartenientes de Yuan Shikai, fundó la camarilla de Zhili, que se opuso a la rival camarilla de Anhui, encabezada por Duan Qirui.

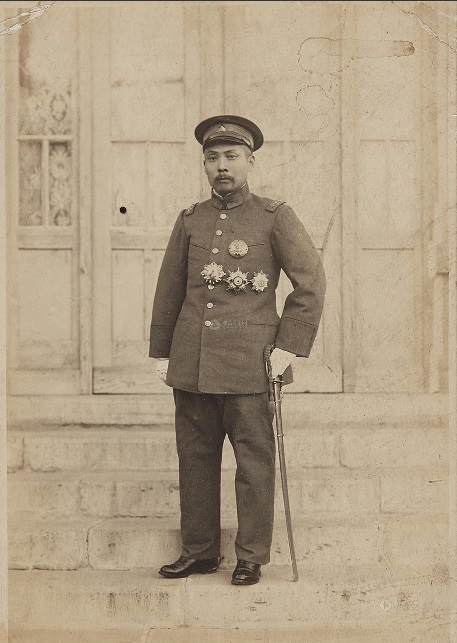
Duan Qirui, primer ministro durante gran parte de la década tras la muerte de Yuan Shikai y principal adversario de Feng Guozhang, encabezaba la camarilla de Anhui, respaldada por Japón.

Desde mediados de 1916, el general ultraconservador de Beiyang Zhang Xun logró mantener la unidad del ejército a través de contactos y negociación con los principales jefes militares. Como había hecho Yuan Shikai, los generales de Beiyang utilizaron su poder militar para intimidar al parlamento para que aprobase la legislación que deseaban. Tras una disputa con el presidente Li Yuanhong sobre un préstamo de Japón a principios de 1917, Duan Qirui declaró su independencia del gobierno central junto con la mayoría de los otros generales de Beiyang. Zhang Xun entonces ocupó Pekín con su ejército y el 1 de julio conmocionó la política china proclamando la restauración de la dinastía Qing. Todos los demás generales condenaron esta maniobra y la restauración pronto fracasó. La eliminación de Zhang Xun poco después destruyó el equilibrio de poder entre las facciones rivales de Feng y Duan e inauguró una década marcada por el enfrentamiento entre los señores de la guerra.
Feng Guozhang viajó a Pekín para asumir la presidencia después de obtener el nombramiento de sus protegidos como comandantes militares de las provincias de Jiangxi, Hubei y Jiangsu. Estas tres provincias se convirtieron en la base del poder de la camarilla de Zhili, que Feng encabezaba. Por su parte, Duan Qirui retomó su puesto de presidente del gobierno. Su camarilla - la camarilla de Anhui (a veces llamada de Anfu- dominaba la región de la capital. Gracias a la financiación japonesa para formar el llamado "Ejército para la Participación Bélica" (teóricamente para participar del lado de la Triple Entente en la Primera Guerra Mundial), Duan siguió su enfrentamiento por el poder con Feng Guozhang.
Feng fue eliminado de la vida política en 1918, cuando Xu Shichang, el político más veterano de la camarilla de Beiyang, fue nombrado presidente. Le sucedió Cao Kun al frente de la camarilla de Zhili. Al acabar la guerra mundial, Duan dominó la representación china en las conversaciones de paz de París y aprovechó la conferencia de paz de Shanghái de 1919 para presionar a los militares ajenos a la organización de Beiyang que apoyaban al gobierno rebelde de Sun Yat-sen en Guangzhou. Siguió recibiendo financiación japonesa para su ejército (que cambió de nombre al de "Ejército de Defensa Nacional"), para lo que, en contrapartida, hubo de mostrarse dispuesto a conceder a Japón los derechos alemanes en Shandong, postura muy impopular (véase Movimiento del Cuatro de Mayo).

## El periodo culminante de los caciques militares (1919-1925)

Símbolo del Ejército de Beiyang, basado en la bandera de las Cinco razas bajo una unión, fue sustituido por el emblema del Kuomintang en 1928 por su relación con el Gobierno de Beiyang.

Hasta comienzos de verano de 1919, la combinación de enfrentamientos y negociación entre los principales caudillos de Beiyang se esperaba que condujese a la unificación militar, que a su vez hubiese permitido la restauración de los procesos políticos y constitucionales que Yuan Shikai había interrumpido en su intento de coronarse emperador. En 1919, sin embargo, las tres principales camarillas militares del norte se habían afianzado en sus respectivas regiones sin que ninguna lograse derrotar definitivamente a las demás. Dos de ellas —la camarilla de Anhui y la camarilla de Zhili— provenían directamente del ejército de Beiyang y la tercera —la camarilla de Fengtian de Zhang Zuolin— de una amalgama de oficiales de Beiyang y de tropas locales de Manchuria. Estas camarillas y sus imitadores a menor escala estaban dispuestos a conseguir dinero y armas de cualquier fuente con el fin de sobrevivir y, ante la amenaza del crecimiento de una de ellas, las facciones más débiles se combinaban contra la más fuerte, impidiendo la victoria definitiva de una de ellas que pudiese haber llevado a la reunificación del país.
La historia de las guerras de los principales caciques militares hasta 1925 muestra el fracaso de todos ellos en conseguir el control central político y militar del país. De manera similar al periodo de las Cinco Dinastías y los Diez Reinos, gran parte del sur del país quedó fuera del control del gobierno de Beiyang, sirviendo de cuna a movimientos rebeldes como el Kuomintang o el Partido Comunista de China.

## Expedición del Norte

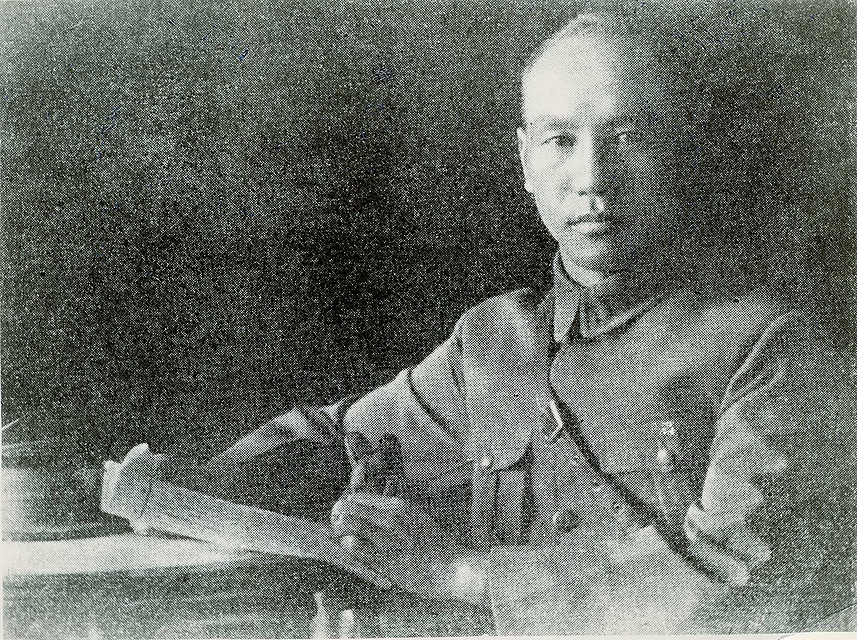
Jiang Jieshi firmando la Expedición del Norte, que unificó teóricamente el país y dio fin al periodo de predominio de los políticos y militares surgidos del Ejército de Beiyang.

El Guomindang (Wade-Giles, Kuomintang) estableció el Ejército Nacional Revolucionario con la ayuda de la Unión Soviética y el Partido Comunista de China. Jiang Jieshi (Wade-Giles, Chiang Kai-Shek) lanzó entonces la Expedición del Norte en 1926, que pretendía someter a los caudillos militares del Ejército de Beiyang a su control. Algunos de ellos fueron derrotados por Jiang y otros se unieron a él, tomando así gradualmente el control teórico sobre el país. Aunque la reunificación nominal del país se logró en 1928 con la derrota o el sometimiento de los caciques militares al Guomindang, el control de este era precario y se sucedieron las revueltas y levantamientos de los restos de las formaciones militares que habían dominado la política desde la caída de la monarquía.
Por otro lado, a la vez que se unificaba el país, este caía en la guerra civil china que había resultado de la ruptura de relaciones entre Jiang y los comunistas. En 1930 estalló la Guerra de la Meseta Central después de que algunos de los señores de la guerra, teóricos aliados del Guomindang pero descontentos con Jiang, tratasen de derrocarlo. El intento de estos fracasó, pero se mantuvo la falta de cooperación de los caudillos militares con la nueva administración y la rivalidad entre sí y con el gobierno, llevando finalmente a la derrota del régimen de Jiang Jieshi en la China continental en la posterior guerra civil china, en 1949.